# Vilm

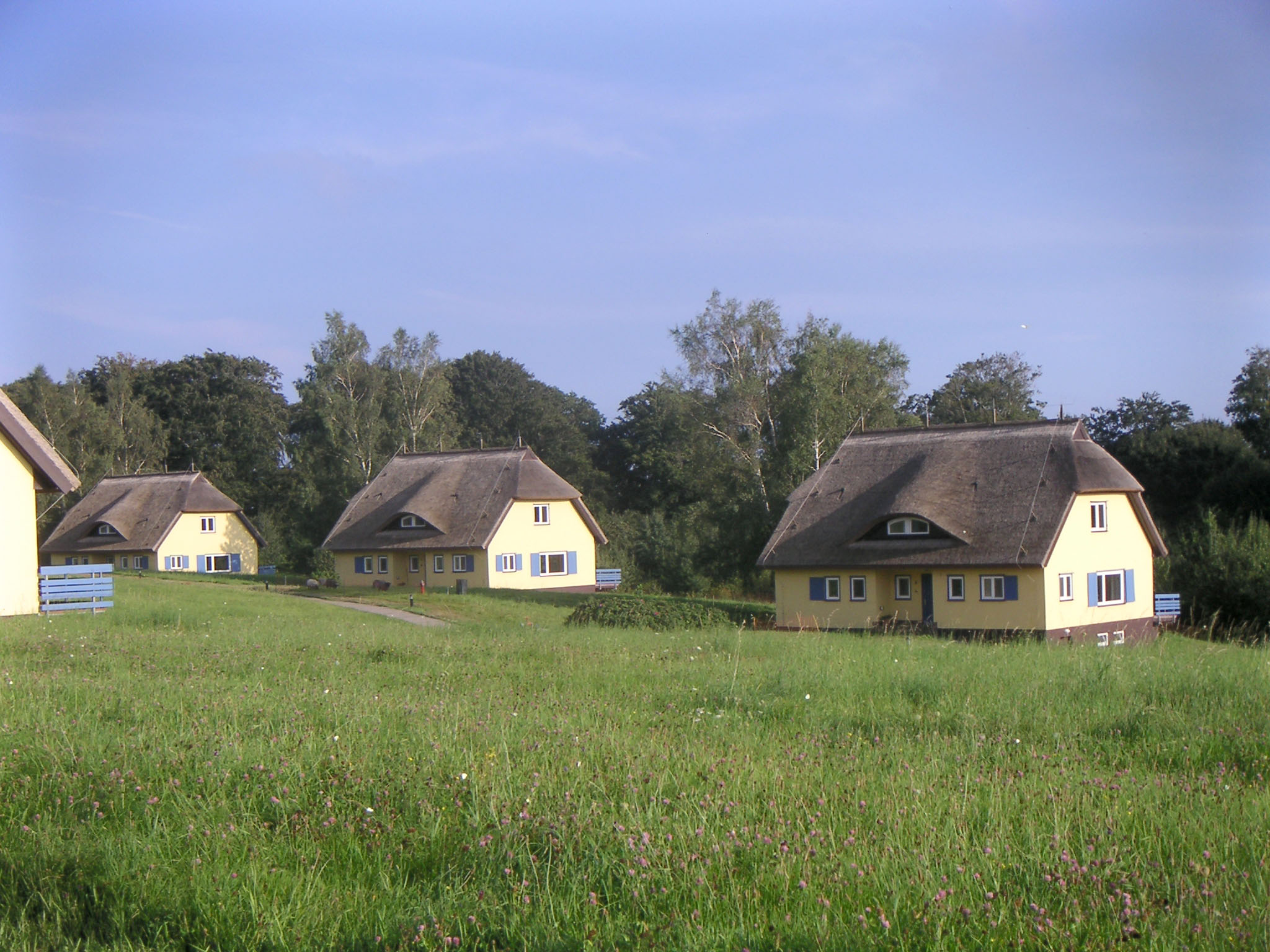
Casas en la isla

Vilm es una isla del mar Báltico, que se encuentra en la bahía al sur de la isla de Rügen, mucho más grande. Pertenece al estado alemán de Mecklemburgo-Pomerania Occidental (Alemania). Abarca menos de un kilómetro cuadrado, Vilm es el resto de una morrena que quedó cuando los glaciares se retiraron hace unos 6.000 años. Desde su formación la forma de la isla ha ido cambiando gradualmente, con barras de arena y playas formándose y erosionándose continuamente. Hoy la isla tiene la forma de un renacuajo de unos 2,5 kilómetros de largo, que está formado por dos partes bien distintas. Gran Vilm, la "cabeza" al noreste, se alza hasta casi los 40 m. El istmo que queda bajo de Vilm Medio forma una larga "cola" al suroeste, que culmina en Pequeño Vilm, un montículo rocoso de alrededor de 20 m s. n. m. Los acantilados calcáreos en el lado meridional de Gran Vilm se están erosionando rápidamente, mientras que los bancos de arena están amontonándose para formar un rizo parecido a una serpiente en la cola.

## Historia
Vestigios en la isla sugieren que los humanos la usaron a principios de la Edad de Piedra, no mucho tiempo después de su formación. Los pueblos eslavos construyeron allí un templo, y su uso con propósitos espirituales persistieron en la época cristiana, mientras que en la Edad Media se convirtió en lugar de peregrinación. A principios del siglo XIX se aprobó una ley para impedir que cayeran los árboles de la isla, y se convirtió en la residencia de verano de aristócratas. En 1936 la fauna y la flora de la isla se colocaron bajo protección para conservar sus antiguos bosques de roble y haya. Después de la Segunda Guerra Mundial, Vilm se convirtió en un destino preferido para los turistas de ciudades alemanas. Para el año 1957 el restaurante público de la isla era usado por unos 700 visitantes al día. En 1959 el Consejo de Ministros de la República Democrática Alemana cerró la isla al público y construyó 11 casas de invitados, edificios de administración y granja. Desde entonces hasta la disolución de la DDR, lo usaron como retiro privado de altos funcionarios, incluyendo jefes de Estado como Walter Ulbricht y Erich Honecker.
Dos días antes del fin de la DDR, el 1 de octubre de 1990, el gobierno designó la isla y los mares que la rodean como un área de protección del paisaje de importancia central con la denominación "reserva de la biosfera del sureste-suroeste de Rügen". Esta y otras áreas protegidas no podían por ley transferirse directamente a la República Federal de Alemania; en lugar de ello, la DDR, la DDR tenía que entragarlas a un individuo que pudiera entregárselas a su vez a la Bundesrepublik Deutschland. De esta manera pasó la isla de Vilm y otras áreas protegidas a pertenecer por un instante al señor Patermann, entonces un alto oficial en el Ministerio de Medio Ambiente, y ahora un director en la Comisión Europea.
Así la isla no sólo pasó a la administración del estado alemán de Mecklemburgo-Pomerania Occidental pero también la responsabilidad de la Oficina Federal para la Conservación de la Naturaleza (Bundesamt für Naturschutz), que confirmaron su denominación como una reserva natural, un área nuclear de la reserva de la biosfera del sureste de Rügen.
Tres días después de su adopción por la Bundesrepublik, la "academia de protección de la naturaleza internacional de Vilm" fue incorporada bajo la Agencia Federal para la Protección de la Naturaleza. La academia, que mantiene y usa los edificios de la DDR como una estación de investigación ecológica, tiene el mandato de proporcionar apoyo científico al Secretariado Federal del Medio Ambiente en asuntos que afectan a la conservación de la naturaleza nacional e internacional y administración del paisaje, cooperación internacional, ecosistemas, monitorización del medio ambiente e investigación en la zona del mar Báltico, y la transferencia de conocimiento y método científico.

## Naturaleza

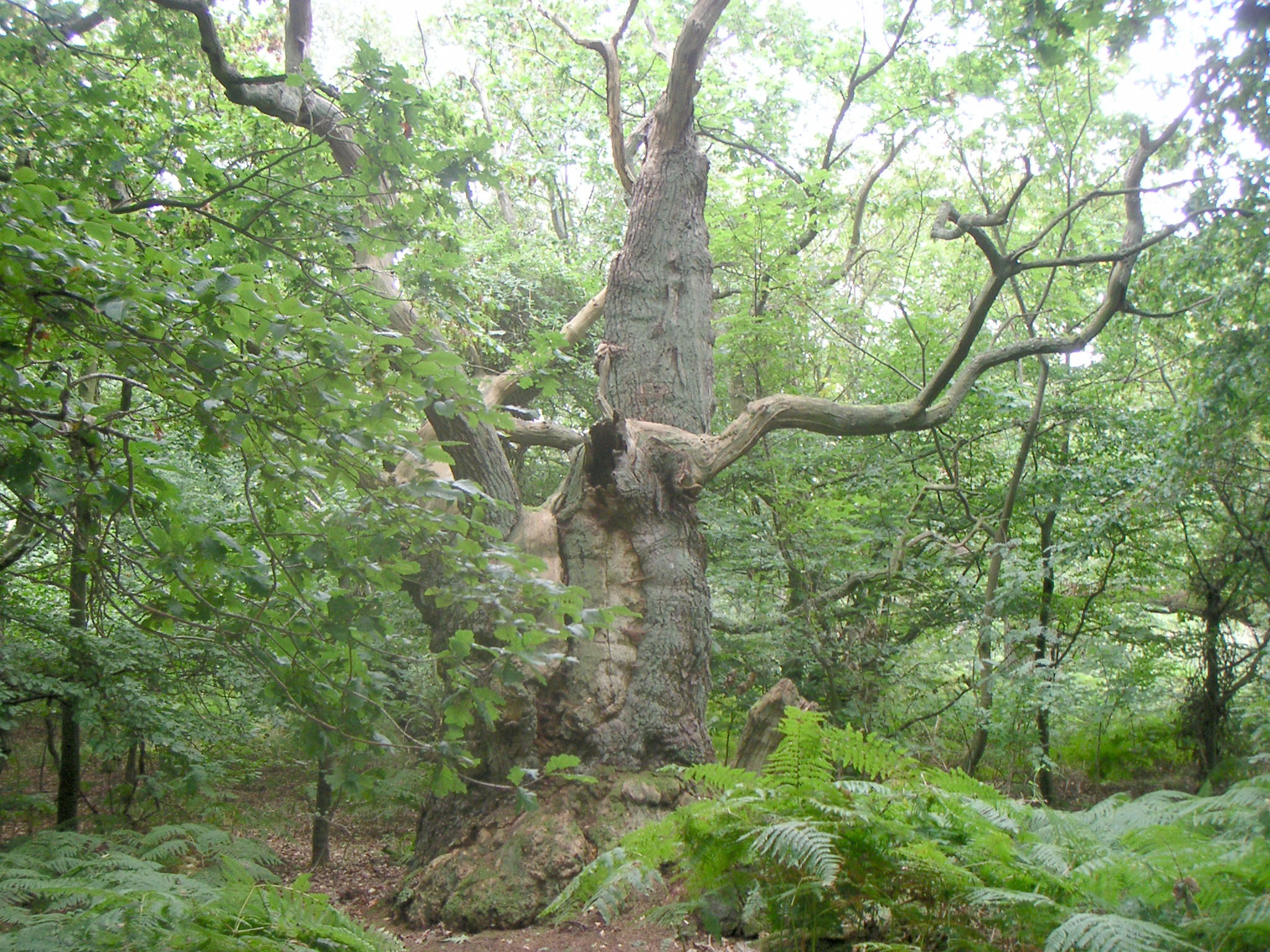
Un antiguo roble en Vilm.

Aunque es pequeño, la diversidad natural de la isla y su belleza son sorprendentes y ha atraído a cientos de pintores paisajistas a lo largo de los últimos dos siglos. La mayor parte de ellos trataron el bosque que ha permanecido intocado durante décadas, e incluso siglos, con el resultado de que sus bosques de roble y haya se encuentran entre los más vírgenes e impresionantes de Alemania, y la isla presume de una rica diversidad de aves y pequeños mamíferos. Parte de la isla - la mayor parte de Vilm Medio y todo Pequeño Vilm – está estrictamente cerrada a toda presencia humana. No se permite nadar en ninguna de sus playas. En el invierno la bahía a veces se congela, y la gente puede caminar por el hielo hasta Rügen y vuelta, aunque la mayoría prefieren tomar el rompehielos.
Hoy, el núcleo de la isla es un área protegida zona I de la reserva de la biosfera, mientras que el área clareada con casas para invitados es parte de la zona protegida II, la que se llama zona de cuidado y desarrollo.
Los científicos que trabajan en Vilm no viven allí, sino que viajan a la isla diariamente. La Agencia ha modificado algunos de los edificios para conferencias. Los participantes en conferencias se alojan en las casas de invitados construidas para los ministro. La única cosa en la isla que puede distraer a los delegados de su trabajo es la naturaleza; no hay tiendas, televisión ni periódicos. Su aislamiento y completa quietud hacen que sea un lugar perfecto para pensar.
La isla sólo puede ser visitada previa cita.